# Les Chatouilles
Les Chatouilles  es una película de drama francesa dirigida por Andréa Bescond y Eric Métayer, estrenada en 2018.Esta fue proyectada  en Un Certain Regard en el Festival de Cannes.
El guion, escrito por Andréa Bescond y Éric Métayer, es una adaptación de su propia obra de teatro llamada Les chatouilles ou la danse de la colère.

## Sinopsis
Odette tiene ocho años, y le gusta bailar y dibujar. Se fía de un amigo de sus padres que le propone "jugar a hacerse cosquillas". Cuando es adulta, Odette habla libremente y se dedica plenamente a su carrera de bailarina, dejándose llevar por el remolino de la vida.

## Reparto
- Andréa Bescond: Odette Le Nadant
- Karin Viard: Mado Le Nadant
- Clovis Cornillac: Fabrice Le Nadant
- Pierre Deladonchamps: Gilbert Miguié
- Grégory Montel: Lenny
- Gringe: Manu
- Ariane Ascaride: Madame Malec
- Carole Franck

## Premios y nominaciones
| Año  | Categoría               | Persona nominada              | Resultado |
| ---- | ----------------------- | ----------------------------- | --------- |
| 2019 | Mejor actriz secundaria | Karin Viard                   | Ganadora  |
| 2019 | Mejor actor secundario  | Clovis Cornillac              | Nominado  |
| 2019 | Mejor adaptación        | Andréa Bescond y Éric Métayer | Ganadores |
| 2019 | Mejor montaje           | Valérie Deseine               | Nominada  |
| 2019 | Mejor primera película  | Mejor primera película        | Nominada  |